# 케이트 더글러스 위긴
케이트 더글러스 위긴(Kate Douglas Wiggin, 1856년 9월 28일 – 1923년 8월 24일)은 미국의 교육자, 작가이자 작곡가이다. 그녀는 주로 고전 아동 소설인 써니브룩 농장의 레베카를 비롯한 아동 이야기를 썼고, 어린이 노래 모음집을 작곡했다. 그녀는 1878년 샌프란시스코에 최초의 무료 유치원 (실버 스트리트 무료 유치원)을 설립했다. 1880년대에는 여동생 노라와 함께 유치원 교사 양성 학교를 설립하기도 했다. 위긴은 아이들이 값싼 노동력으로 흔히 여겨지던 시대에 아이들의 복지에 평생을 바쳤다.
위긴은 유치원 교육법을 공부하기 위해 캘리포니아로 갔다. 그녀는 샌프란시스코에서 여동생의 도움을 받아 가르치기 시작했고, 두 사람은 샌프란시스코와 오클랜드의 가난한 아이들을 위한 60개 이상의 유치원 설립에 중요한 역할을 했다. 나중에 캘리포니아에서 뉴욕으로 이주한 후, 유치원 관련 일이 없었을 때 그녀는 문학에 전념했다. 그녀는 《팻시 이야기》와 《새들의 크리스마스 캐럴》을 호턴, 미플린 & Co.에 보냈고, 그들은 즉시 책들을 출판하기로 했다.
이야기 솜씨 외에도 그녀는 음악가였고, 노래를 잘 불렀으며, 자신의 시에 곡을 붙였다. 그녀는 또한 뛰어난 웅변가였다.
1889년 남편이 사망한 후, 그녀는 유치원 교원 양성 학교의 교장으로 재직하며 유치원 업무를 재개하기 위해 캘리포니아로 돌아왔다. 그녀의 다른 작품으로는 《대성당 구애》, 《캐니언에서의 여름》, 《티모시의 탐험》, 《이야기 시간》, 《유치원 종》, 《폴리 올리버의 문제》, 《어린이의 권리》 등이 있다.

## 어린 시절

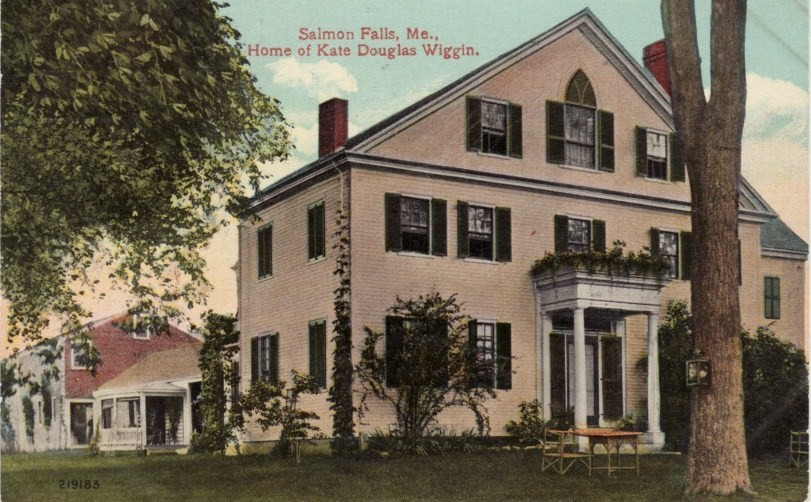
홀리스 살몬 폴스 지역에 있는 케이트 더글러스 위긴 하우스

케이트 더글러스 스미스 위긴은 필라델피아에서 변호사 로버트 N. 스미스의 딸로 태어났으며, 웨일스계 혈통이다. 위긴은 남북 전쟁과 아버지의 죽음으로 얼룩지긴 했지만, 행복한 어린 시절을 보냈다. 그녀와 여동생 노라는 아직 아주 어렸을 때 과부가 된 어머니가 작은 가족을 필라델피아에서 메인주 포틀랜드로 옮겼고, 3년 후 재혼하여 작은 마을인 홀리스로 이사했다. 그곳에서 그녀는 여동생과 새로 태어난 남동생 필립과 함께 시골 환경에서 성장했다.
특히 그녀는 한때 소설가 찰스 디킨스를 만난 적이 있다. 그녀의 어머니와 다른 친척은 포틀랜드에서 디킨스의 낭독회를 들으러 갔지만, 11살의 위긴은 비싼 티켓을 살 만큼 어리지 않다고 여겨졌다. 다음 날, 그녀는 디킨스와 같은 기차에 탔고, 여행 내내 그와 활기찬 대화를 나누었는데, 이 경험을 나중에 《디킨스와 함께한 아이의 여행》(1912)이라는 짧은 회고록에 자세히 썼다.
그녀의 교육은 띄엄띄엄 이루어졌는데, 단기적인 부인 학교; 올비온 브래드버리(그녀의 의붓아버지)의 "유능하고, 약간 참을성이 없고, 다소 산발적인" 지도 아래서의 일부 재택 교육; 지역 학교에서의 짧은 기간; 고햄 여성 신학교에서 1년간 기숙생 생활; 메릴랜드주 볼티모어의 모리슨 아카데미에서 겨울 학기; 그리고 앤도버 매사추세츠의 애벗 아카데미에서 몇 달간 머물며 1873년에 졸업했다. 다소 비공식적이었지만, 이것은 당시 대부분의 여성들이 받은 교육보다 더 많은 것이었다.

## 초기 경력
1873년, 올비온 브래드버리의 폐 질환을 완화하기 위해 위긴의 가족은 캘리포니아주 샌타바버라로 이사했고, 그곳에서 그녀의 의붓아버지는 3년 후 사망했다. 에마 마르베델 (1818–1893)의 지도 아래 로스앤젤레스에서 유치원 교사 양성 과정이 개설되었고, 위긴은 등록했다. 1878년 졸업 후, 그녀는 샌프란시스코 빈민가의 실버 스트리트에 있는 캘리포니아 최초의 무료 유치원을 이끌었다. 아이들은 "가장 거친 유형의 거리의 아랍인들"이었지만, 그녀는 사랑스러운 성격과 극적인 재능을 가지고 있었다. 1880년까지 그녀는 실버 스트리트 유치원과 연계하여 교사 양성 학교를 설립했다.
1881년, 그녀는 샌프란시스코의 변호사 (새뮤얼) 브래들리 위긴과 결혼했다. 당시의 관습에 따라 그녀는 교직을 사임해야 했다. 여전히 학교에 헌신한 그녀는 글쓰기를 통해 기금을 모으기 시작했다. 먼저 《팻시 이야기》(1883)를, 그 다음에는 《새들의 크리스마스 캐럴》(1887)을 썼다. 이 두 사적으로 인쇄된 책은 1889년 호턴 미플린에서 상업적으로 출판되어 엄청난 성공을 거두었다.
위긴은 자녀가 없었다. 그녀는 1888년 뉴욕시로 이주했다. 1889년 남편이 갑자기 사망하자, 그녀는 메인주로 이사했다. 그녀는 남은 평생을 애도했지만, 가능한 한 자주 여행하며 글쓰기, 유럽 방문, 그리고 다양한 어린이 자선 단체를 위한 공개 낭독에 시간을 보냈다. 그녀는 영국의 리버풀을 오가며 최소 세 번 해외여행을 했다. 엘리스섬 기록에 따르면 그녀는 1892년 10월, 1893년 7월, 1894년 7월에 리버풀에서 뉴욕시로 돌아왔다. 1892년 여행 기록에는 위긴이 전 남편이 3년 전에 사망했음에도 불구하고 직업을 "아내"로 기재했다. 1893년과 1894년에는 자신을 "여성 작가"로 기재했다.
1894년 영국으로 가는 길에 위긴은 건어물, 특히 리넨 수입업자인 조지 크리스토퍼 릭스를 만났다. 두 사람은 배가 영국에 정박하기도 전에 결혼하기로 합의했다고 전해진다. 위긴의 1894년 리버풀에서 뉴욕으로 돌아오는 엘리스섬 기록에는 두 사람이 서로의 이름 옆에 서명하여 친밀함을 나타냈다. 그들은 1895년 3월 30일 뉴욕시 올 소울즈 교회에서 결혼했다.
릭스는 위긴이 성공할수록 그녀의 가장 큰 지지자 중 한 명이 되었다. 그녀는 결혼 후에도 위긴이라는 이름으로 계속 글을 썼다. 그녀의 문학 작품에는 성인들을 위한 인기 있는 책들이 포함되었다. 그녀는 여동생과 함께 프리드리히 프뢰벨의 교육 원리에 대한 학술 논문인 《프뢰벨의 선물》(1895), 《프뢰벨의 직업》(1896), 그리고 《유치원 원리 및 실습》(1896)을 출판했다. 1903년에는 고전 아동 소설인 써니브룩 농장의 레베카를 썼는데, 이 책은 즉시 베스트셀러가 되었고, 1905년의 《강의 로즈》도 마찬가지였다. 《써니브룩 농장의 레베카》와 《마더 캐리스 치킨스》(1911)는 무대극으로 각색되었다. 호턴 미플린은 1917년에 위긴의 작품을 10권으로 묶어 출판했다.

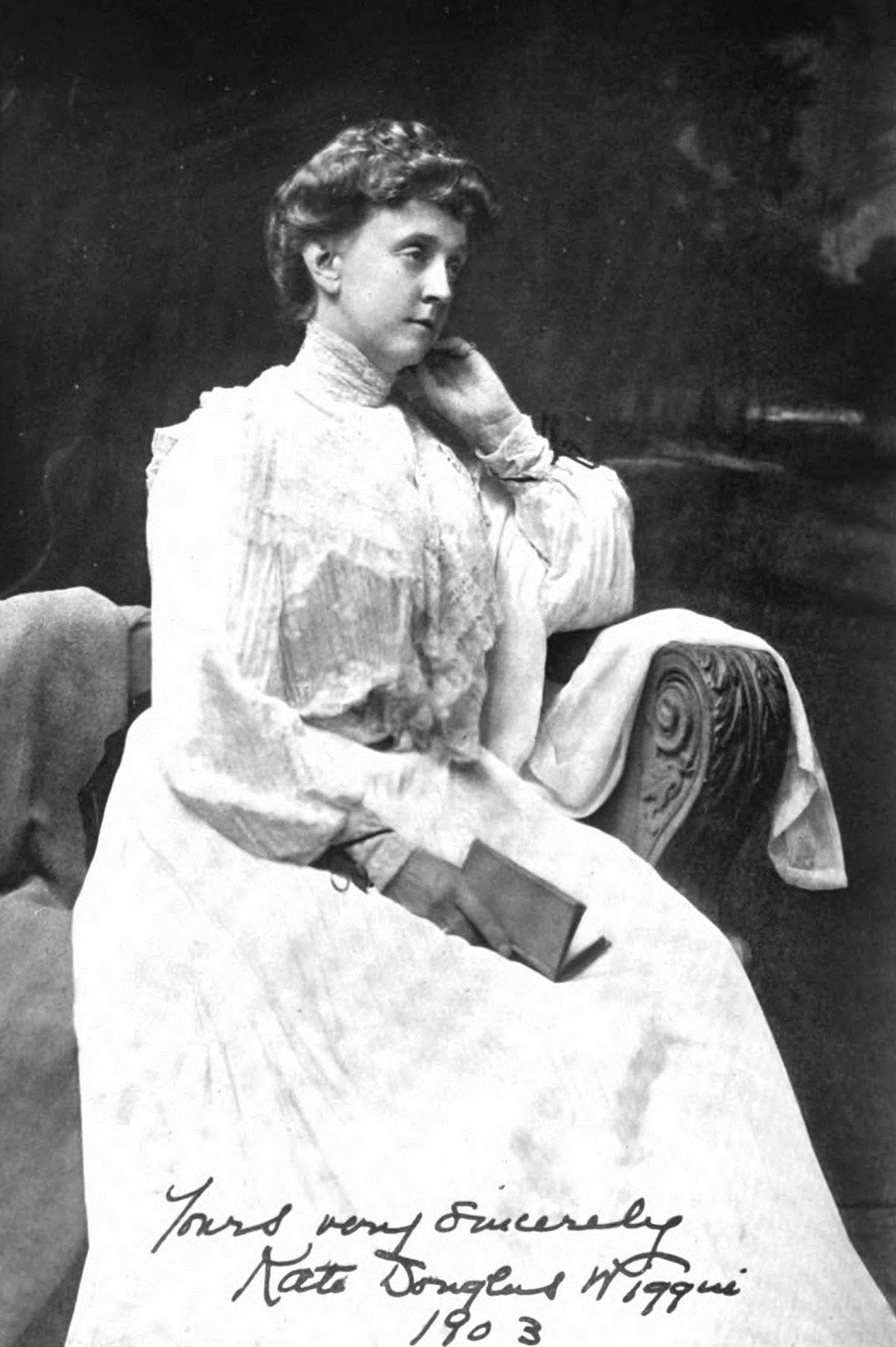
위긴의 사진 (1903년경)

한동안 위긴은 퀼코트에 살았다. 퀼코트는 메인주 홀리스에 있는 그녀의 여름 집으로(현재는 미국 국립사적지에 등재되어 있다), 그녀가 1911년에 설립한 살몬 폴스 도서관과 가까이 있다. 그녀는 또한 1897년 홀리스와 인접한 벅스턴에 도르카스 협회를 설립했다. 벅스턴의 토리 힐 집회소는 그녀의 책(그리고 나중에 연극)인 《올드 피바디 성당》(1907)에 영감을 주었다.

## 말년과 죽음
위긴은 뉴욕과 스코틀랜드 어퍼 라르고 공동체에서 활동적이고 인기 있는 여주인이었다. 그녀는 그곳에 여름 별장을 가지고 있었고, 자서전 《내 기억의 정원》에 자세히 설명된 대로 여러 해 동안 연극을 조직했다.
위긴은 반참정권론자였다. 그녀는 여성 선거권에 대한 의회 위원회에서 증언하며, 여성이 마땅히 강해야 한다면, 그들의 독특한 강점이 가치 있는 곳에서는 항상 남성과 함께 자문하고, 협력하며, 기여해야 한다고 주장했다. 그녀의 견해에 따르면, 여성이 이러한 역할을 완전히 수용하고 행사한다면, 투표권이 필요하지 않을 것이었다. 1912년 4월 워싱턴에서 반참정권론자 그룹에게 연설하면서 그녀는 여성이 "약간 배경에 남아 있을 만큼 강한 것"을 선호한다고 덧붙였고, "각광을 받는다고 해서 어떤 것도 성장하지 않는다"고 주장했다. 노스캐롤라이나주 윈스턴세일럼의 《웨스턴 센티넬》에 따르면, 위긴은 "좋은 시민이나 정직한 유권자가 되는 것보다 고무적인 여성이 되는 것이 더 어렵다"고 믿었다.
1921년, 그녀와 여동생은 제인 포터의 1809년 소설인 윌리엄 월리스에 대한 《스코틀랜드 추장》을 스크리브너 일러스트레이티드 클래식 시리즈를 위해 편집했으며, N.C. 와이어스가 삽화를 그렸다. 1923년 봄, 위긴은 뉴욕 대표로 디킨스 펠로우십에 참석하기 위해 영국으로 여행했다. 그곳에서 그녀는 병에 걸려 66세의 나이로 기관지 폐렴으로 사망했다. 그녀의 요청에 따라 그녀의 유해는 메인주로 옮겨져 사코강에 뿌려졌다.
위긴의 자서전은 그녀의 사후에 출판되었다. 그녀는 자서전을 위한 자료를 정리하면서 많은 항목을 자신과 여동생이 "사후"라고 이름 붙인 상자에 넣었고, 이 자료들을 바탕으로 여동생은 나중에 《그녀의 여동생이 아는 케이트 더글러스 위긴》이라는 제목으로 위긴에 대한 자신의 회고록을 출판했다.
위긴은 또한 작곡가이자 노래 작곡가였다. 《유치원 종》(1885) 및 다른 어린이 컬렉션을 위해 그녀는 일부 가사, 음악 및 편곡을 썼다. 《9개의 사랑 노래와 캐럴》(1896)을 위해 그녀는 모든 음악을 작곡했다.

## 유산
1980년대와 1990년대에 위긴의 첫 남편의 먼 사촌인 에릭 E. 위긴은 그녀의 써니브룩 농장의 레베카 시리즈 중 일부 책의 개정판을 출판했다. 그는 나중에 《레베카가 써니브룩으로 돌아오다》라는 제목으로 시리즈에 자신의 작품을 추가했다. 에릭 E. 위긴은 기독교 문학, 신문 기사 및 다른 아동 도서를 수년간 쓴 후 그녀의 시리즈를 확장했다. 그의 책은 홈스쿨링을 하는 그의 목표 독자층 사이에서 가장 잘 팔렸고, 그들의 도움으로 그의 개정된 소설과 시리즈에 새로 추가된 작품은 50,000부 이상 판매되었다.
위긴의 소설 중 다수는 영화로 만들어졌다. 아마도 그녀의 책 중 가장 유명한 영화 각색작은 셜리 템플이 주연한 1938년 영화 《써니브룩 농장의 레베카》일 것이다.

## 선택된 작품

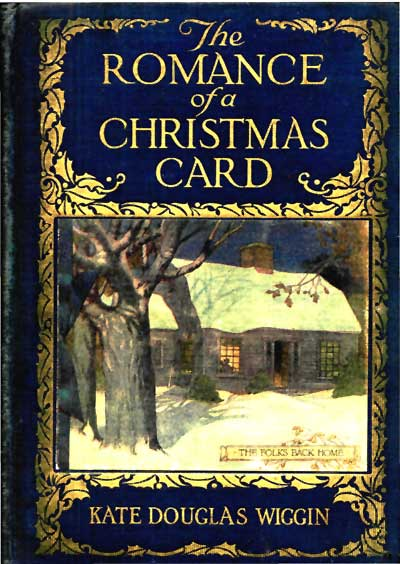
《크리스마스 카드 이야기》(1916) 표지

- 《팻시 이야기》(The Story of Patsy, 1883)
- 《새들의 크리스마스 캐럴》(The Birds' Christmas Carol, 1887)
- 《캐니언에서의 여름: 캘리포니아 이야기》(A Summer in a Canyon: A California Story, 1889)
- 《티모시의 탐험》(Timothy's Quest, 1890), 삽화 올리버 허퍼드
- 《폴리 올리버의 문제》(Polly Oliver's Problem, 1893)
- 《대성당 구애, 그리고 페넬로페의 영국 경험》(A Cathedral Courtship, and Penelope's English Experiences, 1893)
- 《마을 망루》(The Village Watch-Tower, 1895)
- 《페넬로페의 진보》 또는 《페넬로페의 스코틀랜드 여행》(Penelope's Progress, also known as Penelope's Travels in Scotland, 1898)
- 《페넬로페의 아일랜드 경험》(Penelope's Irish Experiences, 1901)
- 《거위 소녀의 일기》(The Diary of a Goose Girl, 1902), 삽화 클로드 A. 셰퍼슨
- 《써니브룩 농장의 레베카》(Rebecca of Sunnybrook Farm, 1903)
- 《여섯 명의 가정부》(Half-a-Dozen Housekeepers, 1903)
- 《강의 로즈》(Rose o' the River, 1905)
- 《레베카의 새로운 연대기》(New Chronicles of Rebecca, 1907)
- 《홈스펀 이야기》(Homespun Tales, 1907)
- 《올드 피바디 성당》(The Old Peabody Pew, 1907)
- 《수산나와 수》(Susanna and Sue, 1909)
- 《마더 캐리스 치킨스》(Mother Carey's Chickens, 1911)
- 《로비네타》(Robinetta, 1911)
- 릴린 하디의 《자유 유치원 일기》 서문(Introduction to Diary of a Free Kindergarten, 1912)
- 《디킨스와 함께한 아이의 여행》(A Child's Journey with Dickens, 1912)
- 《웨이트스틸 백스터 이야기》(The Story of Waitstill Baxter, 1913)[17]
- 《크리스마스 카드 이야기》(The Romance of a Christmas Card, 1916)
- 《마름 리사》(Marm Lisa)
- 《내 기억의 정원》(My Garden of Memory, 자서전, 1923년 사후 출판)

노라 A. 스미스와 공동 작업
- 《이야기 시간: 가정과 유치원을 위한 책》(The Story Hour: a book for the home and kindergarten, 1890), LCCN 14-19353
- 《황금 숫자: 젊은이를 위한 시집》(Golden Numbers: a book of verse for youth, eds., 1902), LCCN 02-27230
- 《꽃반지: 어린이를 위한 시집》(The Posy Ring: a book of verse for children, eds., 1903) – "동반 서적", LCCN 03-5775
- 《요정 반지》(The Fairy Ring, eds., 1906); 《모든 아이가 알아야 할 요정 이야기》(Fairy Stories Every Child Should Know, 1942)로 축약, 삽화 엘리자베스 맥킨스트리 틀:LCCN
- 《마법 창문: 두 번째 요정 이야기》(Magic Casements: A Second Fairy Book, eds., 1907)
- 《피나포어 궁전: 보육원을 위한 운율집》(Pinafore Palace: a book of rhymes for the nursery, eds., 1907)
- 《웃음 이야기: 세 번째 요정 이야기》(Tales of Laughter: A Third Fairy Book, eds., 1908)
- 《아라비안 나이트: 가장 잘 알려진 이야기》(The Arabian Nights: their best-known tales, eds., 1909), 삽화 맥스필드 패리시
- 《경이로운 이야기: 네 번째 요정 이야기》(Tales of Wonder: A Fourth Fairy Book, eds., 1909)
- 《말하는 동물들: 우화의 지혜서》(The Talking Beasts: a book of fable wisdom, eds., 1911)
- 《요정들과의 한 시간》(An Hour with the Fairies, 1911)
- 《황혼 이야기: 이야기 시간을 위한 더 많은 이야기》(Twilight Stories: more tales for the story hour, eds., 1925), LCCN 25-17938
- 《이야기 시간. 가정과 유치원을 위한 책》(The Story Hour. A Book for the Home and Kingergarten)
- 《어린이의 권리》(Children's Rights)
- 《어린이 공화국》(The Republic of Childhood, 3권)
- 《마름 리사》(Marm Lisa)

케이트 더글러스 위긴에 관하여
- 《그녀의 여동생이 아는 케이트 더글러스 위긴》(Kate Douglas Wiggin as Her Sister Knew Her, 1925)

## 필모그래피
- 《어 비트 오 헤븐》 (1917), 감독 룰 워렌턴, 소설 《새들의 크리스마스 캐럴》 원작
- 《써니브룩 농장의 레베카》 (1917), 주연 메리 픽퍼드, 감독 마샬 네일란 (소설 《써니브룩 농장의 레베카》 원작)
- 《강의 로즈》 (1919), 감독 로버트 쏜비 (소설 《강의 로즈》 원작)
- 《티모시의 탐험》 (1922), 감독 시드니 올콧 (단편 《티모시의 탐험》 원작)
- 《써니브룩 농장의 레베카》 (1932), 감독 앨프리드 샌텔 (소설 《써니브룩 농장의 레베카》 원작)
- 《티모시의 탐험》 (1936), 감독 찰스 바턴 (단편 《티모시의 탐험》 원작)
- 《써니브룩 농장의 레베카》 (1938), 주연 셜리 템플, 감독 앨런 드완 (소설 《써니브룩 농장의 레베카》 원작)
- 《마더 캐리스 치킨스》 (1938), 감독 로우랜드 V. 리 (소설 《마더 캐리스 치킨스》 원작)
- 《썸머 매직》 (1963), 월트 디즈니 프로덕션, 주연 헤일리 밀스, 감독 제임스 닐슨 (소설 《마더 캐리스 치킨스》 원작)
- 크리스마스 월드: "새들의 크리스마스 캐럴" (2019), Once Upon a Tale Entertainment 제작, 감독 제임스 애로우 (소설 《새들의 크리스마스 캐럴》 원작, 크레딧 미포함)

### 참고 문헌
- 본 문서에는 현재 퍼블릭 도메인에 속한 다음 저작물을 기초로 작성된 내용이 포함되어 있습니다:  Rutherford, Mildred Lewis (1894). 《American Authors: A Hand-book of American Literature from Early Colonial to Living Writers》. Franklin printing and publishing Company.
- 《Living Authors: Kate Douglas Wiggin》. 《The Intelligence: A Journal of Education》. 1900년 1월 15일. 64–65쪽.